# Casa a la riera dels Lledoners, 33 (Canet de Mar)
La Casa al torrent dels Lledoners, 33 és un edifici de Canet de Mar (Maresme) protegit com a Bé Cultural d'Interès Local.

## Descripció
Es tracta d'una casa cantonera de planta baixa i dos pisos. La portalada és d'arc de mig punt i té una finestra al costat. Als pisos superiors hi ha sengles finestres. Les obertures són de pedra. Això pel que fa a la façana principal. La façana lateral presenta un balcó i una finestra a cada pis. La teulada és de teula, a una sola vessant.